# Giorgio Stivanello
Giorgio Stivanello (13. juli 1932 - 18. maj 2010) var en italiensk fodboldspiller (angriber). 
Stivanello tilbragte hele sin karriere i hjemlandet, hvor han blandt andet tilbragte seks sæsoner hos Juventus. Han vandt tre italienske mesterskaber og to Coppa Italia-titler med klubben. Han havde også ophold hos SSC Venezia i sin fødeby samt Padova.

## Titler
Serie A
- 1958, 1960 og 1961 med Juventus

Coppa Italia
- 1959 og 1960 med Juventus